# HD23878
HD23878 також відома як Тау7 Ерідана  — хімічно пекулярна зоря спектрального класу A1, що має видиму зоряну величину в смузі V приблизно 5,2.
Вона  розташована на відстані близько 272,3 світлових років від Сонця.

## Фізичні характеристики
Зоря HD23878 обертається 
порівняно повільно 
навколо своєї осі. Проєкція її екваторіальної швидкості на промінь зору становить  Vsin(i)= 24км/сек.